# 吉志舞
吉志舞（きしまい）とは大嘗祭などで、安倍氏の当主等が監督して、闕腋袍（けってきのほう）等、主に武官の服装で踊られた舞楽。
吉師舞、吉士舞等とも表記される。舞い方自体は伝承されていない。楯節舞（たてふしまい：楯伏舞、楯臥舞等とも表記）と同じものと考えられる。
伝説では、神功皇后が新羅征伐後、凱旋し、安倍氏の祖先によって、大嘗祭で踊られたものであるという。
また、住吉大社には、神功皇后帰還の時、出迎えた、現在堺市にある七道浜の住人が、傘を被って踊ったものが起源であり、住吉踊りはこの伝統を継承している、との伝承がある。
吉師とは大和朝廷にて外交や水軍などに関係した氏族を指し、渡来系のものが多かったという。安倍氏は吉師と関係があった。

## 古典風軍楽「吉志舞」
「ゴジラ」で知られる伊福部昭の吹奏楽曲。帝国海軍の依頼によって作曲され、1943年（昭和18年）2月に完成、初演は同年4月8日・服部逸郎指揮・東京放送吹奏楽団によるNHKの放送とされる。以後、戦時中の節日などにしばしばラジオ放送された。伊福部によれば、1945年（昭和20年）8月30日にGHQ最高司令官マッカーサーが厚木飛行場に到着したことを伝えるラジオ放送でも流れたというが、現場で出迎えの音楽として演奏されたかは不明である。
既に忘れ去られ、曲も舞も残っていない「吉志舞」の名と故事から、独自にイメージして作曲したものである。全体の構成はロンド風形式をとっており、このうち行進曲調の第2主題は、戦後、ゴジラ等の映画で自衛隊の出動する場面などに背景音楽としてよく使われた。『ゴジラ』の「フリゲートマーチ」（海上保安庁の巡視船や防衛隊のフリゲート艦隊のテーマ）、『宇宙大戦争』の「宇宙大戦争マーチ」（映画のメインテーマ）などといった異なる編曲が使用されたが、なかでも『怪獣大戦争』での編曲（映画のメインテーマ）が「怪獣大戦争マーチ」として知られるようになった。「怪獣大戦争マーチ」の再演奏版は、製作側の要望で伊福部の代表曲を使用した『ゴジラvsビオランテ』でも流された。
この曲自体は、戦後忘れられていたが、1990年代になって「再発見」され、2001年（平成13年）5月に蘇演された。現在は陸上自衛隊中央音楽隊による演奏などを聴くことが出来る。